# Wolfgang Nitschke (Ringer)
Wolfgang Nitschke (* 3. März 1947 in Waldenburg bei Glauchau) ist ein ehemaliger deutscher Ringer und Trainer. Er war Vizeeuropameister 1969 im freien Stil im Weltergewicht und von 1991 bis 2005 Bundestrainer für das Freistilringen.

## Werdegang
Wolfgang Nitschke begann als Jugendlicher bei der BSG Traktor Waldenburg mit dem Ringen. Obwohl er als Jugendlicher noch keine größeren Erfolge erreichte, wurde er auf Grund seines Talentes zum SC Leipzig delegiert und dort von den Trainern Adolf Franke und Horst Rothert zu einem Freistilringer herangebildet. Auf der internationalen Ringermatte machte er erstmals im Jahre 1967 auf sich aufmerksam, als er beim „Turnier der Olympischen Hoffnungen“ in Koszalin/Polen, im Weltergewicht einen 2. Platz belegte.
1968 belegte Wolfgang bei den DDR-Meisterschaften im Weltergewicht hinter Martin Heinze aus Halle den 2. Platz und errang 1969 in dieser Gewichtsklasse seinen ersten DDR-Meistertitel. 1969 wurde er auch bei den Europameisterschaften in Sofia erstmals bei internationalen Meisterschaften eingesetzt. Dort wurde er im Weltergewicht hinter dem sowjetischen Ringer Juri Gussow Vizeeuropameister im freien Stil.
In den Jahren 1970 und 1971 war er wenigerberfolgreich. Immerhin belegte er bei den Europameisterschaften 1970 in Berlin einen fünften Platz und kam sowohl 1970 als auch 1971 bei den Weltmeisterschaften jeweils auf den 8. Platz.
1972 gewann er bei den Europameisterschaften in Kattowitz, diesmal im Mittelgewicht startend, noch einmal eine Medaille, die bronzene. Er besiegte dabei u. a. auch den bundesdeutschen Meister Peter Neumair. Zu den Olympischen Spielen 1972 in München hatte Wolfgang wieder in das Weltergewicht abtrainiert. Er lieferte im olympischen Turnier gute Kämpfe, besiegte auch den späteren Silbermedaillengewinner Jan Karlsson aus Schweden, schied aber nach Niederlagen gegen den Bulgaren Jancho Pawlow und den späteren Olympiasieger Wayne Wells, USA, aus und belegte einen 5. Platz.
Nach 1972 trat Wolfgang Nitschke nicht mehr bei internationalen Meisterschaften an. Er machte eine Trainerausbildung und arbeitete als Trainer im Ringer-Verband der DDR. 1991 übernahm er das Amt des Bundestrainers für den Freistilbereich. Dieses Amt übte er bis August 2005 aus und war dabei sehr erfolgreich. Ringer wie Alexander Leipold, Andreas Schröder, Heiko Balz, Sven Thiele, Hans Gstöttner, Rolf Lyding, Georg Schwabenland, Arawat Sabejew, Reiner Heugabel, André Backhaus und Jürgen Scheibe verdanken ihm viele Erfolge. Anschließend war er bis zu den Olympischen Sommerspielen 2008 Cheftrainer der chinesischen Freistilringer.

## Internationale Erfolge
(OS = Olympische Spiele, WM = Weltmeisterschaften, EM = Europameisterschaften, F = freier Stil, We = Weltergewicht, Mi = Mittelgewicht, damals bis 74 kg bzw. 82 kg Körpergewicht)
- 1967, 2. Platz, Turnier der Olympischen Hoffnungen in Koszalin/Polen, F, We, hinter Tegtasischwili, UdSSR u. vor Szabo, Ungarn;
- 1969, 2. Platz, EM in Sofia, F, We, mit Siegen über Jan Karlsson, Schweden, Angel Sotirow, Bulgarien, Kemal Dagdeviren, Türkei u. Stole Ristov, Jugoslawien u. einer Niederlage gegen Juri Gussow, UdSSR;
- 1970, 2. Platz, Alexander-Medwed-Turnier in Minsk, F, Mi, hinter Horst Stottmeister, DDR u. vor Kampow, Polen u. Stantschew, Bulgarien;
- 1970, 5. Platz, EM in Berlin, F, We, mit Siegen über Mehmet Uzun, Türkei u. Georges Carbasse, Frankreich, Unentschieden gegen Angel Petrow, Bulgarien u. Ludovic Ambruș, Rumänien u. einer Niederlage gegen Sarbeg Beriaschwili, UdSSR;
- 1970, 8. Platz, WM in Edmonton, F, We, mit einem Sieg über Arto Savolainen, Finnland u. Niederlagen gegen Nodar Chochaschwili, UdSSR u. Mohamed Farhangdoust, Iran;
- 1971, 1. Platz, Werner-Seelenbinder-Turnier in Berlin, F, We, vor Marin Pîrcălabu, Rumänien u. Fred Hempel, DDR;
- 1971, 8. Platz, WM in Sofia, F, We, mit Siegen über Yosuke Nagano, Japan, Josef Völc, CSSR u. Michel Gallego, USA u. Niederlagen gegen Dandsandardschaagiin Sereeter, Mongolei u. Juri Gussow;
- 1972, 1. Platz, Turnier in Växjö, F, Mi, vor Peter Neumair, BRD u. Leo Stridh, Schweden;
- 1972, 1. Platz, Werner-Seelenbinder-Turnier in Zella-Mehlis, F, We, vor Fred Hempel, Stawrew, Bulgarien, Daniel Robin, Frankreich u. Frank Birke, DDR;
- 1972, 3. Platz, EM in Kattowitz, F, Mi, mit Siegen über Peter Neumair, BRD, Tome Kocev, Jugoslawien, Jimmy Martinetti, Schweiz u. Kaspar Steinberger, Österreich u. Niederlagen gegen Iwan Iliew, Bulgarien u. Wassil Sjulschyn, UdSSR;
- 1972, 5. Platz, OS in München, F, We, mit Siegen über Ali Demirtas, Türkei, Nestor Gonzales, Argentinien, Jan Karlsson, Schweden un. Niederlagen gegen Jancho Pawlow, Bulgarien u. Wayne Wells, USA;
- 1974, 2. Platz, Turnier „Cerra Pelado“ in Camagüey/Kuba, F, Mi, hinter Georgi Magarasachwili, UdSSR u. vor Poll, Kuba;
- 1974, 1. Platz, Werner-Seelenbinder-Turnier in Rostock, F, Mi, vor Benno Paulitz u. Klaus Gierke, bde. DDR

## DDR-Meisterschaften
- 1968, 2. Platz, F, We, hinter Martin Heinze, SC Chemie Halle u. vor Klaus Gierke, SG Dynamo Luckenwalde,
- 1969, 1. Platz, F, We, vor Siegfried Jozlowski, SC Leipzig u. Fred Hempel, Luckenwalde,
- 1970, 1. Platz, F, Mi, vor Klaus Gierke u. Kaiser, Halle,
- 1971, 1. Platz, F, Mi, vor Benno Paulitz, Luckenwalde u. Kasel, ASK Vorwärts Rostock,
- 1973, 2. Platz, F, Mi, hinter Benno Paulitz u. vor Siegfried Jozlowski, Taucha,
- 1974, 2. Platz, F, Mi, hinter Benno Paulitz u. vor Siegfried Jozlowski